# Jungle (filme)
Jungle (bra: Na Selva) é um filme colômbio-australiano de 2017, dos gêneros drama biográfico, ação e aventura, dirigido por Greg McLean, com roteiro de Justin Monjo, baseado no livro autobiográfico de Yossi Ghinsberg.
Estrelado por Daniel Radcliffe, o filme conta a história do aventureiro israelense Ghinsberg, quando se perdeu na Floresta Amazônica em 1981.

## Sinopse
Levado por um falso guia, grupo de amigos se perde nas selvas bolivianas após uma caminhada.

## Elenco
- Daniel Radcliffe como Yossi Ghinsberg[4]
- Alex Russell como Kevin Gale[5][6]
- Thomas Kretschmann como Karl Ruprechter[5]
- Yasmin Kassim como Kina[5]
- Joel Jackson como Marcus Stamm[5]
- Jacek Koman como Moni Ghinsberg
- Lily Sullivan como Amie
- Angie Milliken como Stela
- Joey Vieira como Black Jack

## Produção
Em 10 de fevereiro de 2016, Daniel Radcliffe se juntou ao elenco. Em 21 de março de 2016, Thomas Kretschmann e Alex Russell também se juntaram ao elenco.  As filmagens duraram de 19 de março a 13 de abril de 2016. 

## Lançamento
O filme estreou no Festival Internacional de Cinema de Melbourne em 3 de agosto de 2017. Foi lançado na Austrália em 9 de novembro de 2017, pela Umbrella Entertainment.

## Recepção
O site agregador de resenhas Rotten Tomatoes dá ao filme uma avaliação de 60%, com base em 53 resenhas, com uma avaliação média de 5,8 / 10. O consenso dos críticos do site diz: "Daniel Radcliffe acerta na história baseada em fatos de Jungle com uma atuação claramente comprometida, mesmo que o filme ao seu redor nem sempre corresponda aos seus esforços." No Metacritic, o filme tem uma pontuação de 48 de 100, com base em 14 críticos, indicando "críticas mistas ou médias".
Escrevendo para The A.V. Club, Alex McLevy deu ao filme um B−, elogiando o compromisso de atuação de Radcliffe e o choque de algumas das cenas, mas escreveu: "Infelizmente, o filme muitas vezes não consegue resistir a inclinar-se para o melodrama da situação. Em vez de permitir o poder vir da intensidade crua do que aconteceu, ocasionalmente transforma a jornada de Ghinsberg em um espetáculo de Hollywood, fazendo o incrível parecer um pouco menos no processo."  Jonathan Barkan da Dread Central deu ao filme 4,5 de 5, dizendo que foi, "sem dúvida, o filme mais emocionante, estimulante e inspirador que vi este ano."

## Premiações
Stefan Duscio foi nomeado para Melhor Fotografia no 7º Prêmio AACTA.